# یوشینو کیمورا
یوشینو کیمورا (انگلیسی: Yoshino Kimura؛ زادهٔ ۱۰ آوریل ۱۹۷۶) خواننده و هنرپیشه اهل ژاپن است. از فیلم‌هایی که وی در آن نقش داشته است، می‌توان به کوری و اعترافات اشاره کرد.